# 中谷實
中谷 実（なかたに みのる、1904年4月9日 - 1982年4月）は、日本の経済学者。教育者。

## 経歴
1904年（明治37年）4月9日、大阪府に生まれる。1928年（昭和3年）京都帝国大学経済学部卒業後、同学部講師となり1938年（昭和13年）に助教授、1946年（昭和21年）に教授。1962年 経済学博士 取得、1968年（昭和43年）に京都大学を退官して名誉教授。同年、甲南大学の教授。1972年（昭和47年）から京都学園大学教授、翌年から1980年（昭和55年）まで同大学学長。1982年（昭和57年）4月死去。

## 受章歴
- 1974年（昭和49年） - 勲二等瑞宝章[4]

## 著作
- 『預金通貨の研究』（大野榮一郎との共著） 有斐閣 1933年
- 『新金融理論：預金通貨と中立貨幣』 有斐閣 1938年
- 『金融論』 高文社 1951年